# João de Wildeshausen

Escudo da Ordem dos Pregadores

João de Wildeshausen, em alemão:  Johannes von Wildeshausen (Wildeshausen, c. 1180 — Estrasburgo, 4 de novembro de 1252) foi o quarto mestre-geral da Ordem dos Pregadores. Era também conheciudo como João, o Teutónico.

## História
Entrou na Ordem Dominicana na cidade de Bolonha, onde estudou. Duas vezes ele foi enviado para a Alemanha (primeiro por Honório III e mais tarde por Gregório IX), onde ele exortou os fiéis a participar das Cruzada, uma delas, em 1224. Pregou a Cruzada no sul da Alemanha, e foi mediador no conflito entre os Stedinger e Gerardo II Lippe (1219–1258), Arcebispo de Bremen, este havia declarado, em um concílio realizado em 1230, que os Stedinger eram heréticos, o que levaria Gregório IX, dois anos depois 1232 à publicação de uma bula pregando a Cruzada contra os Stedinger.
Ainda nesta viagem à Alemanha, João levou consigo o jovem Tomás de Aquino, onde este tomaria lições com Alberto Magno, a quem Roger Bacon definia como sendo o "Primus Magister de Philosophia" - ("O maior dentre os Mestres de Filosofia"), daí o cognome "Magno".
Foi eleito provincial da Hungria em 1231, exercendo o cargo até 1233; eleito bispo de Djakovo (Sérvia/Bósnia), na Croácia, em 1233, onde o ex-bispo Vladimir fora afastado por ser considerado herético. João aceitou relutantemente a posição mas mostrou-se incapaz de lidar com as difíceis cruzadas contra os hereges bogomilos bósnios em todo seu ministério episcopal e solicitou, em 1237, ao papa Gregório IX a dispensa de suas obrigações. Gregório concluiu por dispensá-lo e um ano depois enviou-o ao Príncipe da Bulgária Asen II, como Provincial da Lombardia (cargo que exerceu de 1238 a 1240. Em 1241 foi escolhido para mestre de teologia na Universidade de Paris. Pregava em cinco línguas e tinha uma excelente relação com a Cúria papal.
Após a demissão de Raimundo de Penaforte reuniu-se em Paris com os representantes da Ordem para escolherem um novo Mestre Geral para a Ordem. Em 19 de maio de 1241, os membros da Ordem ali reunidos, escolheram João como seu novo Superior. João inicialmente declinou da escolha, todavia por insistência de Hugo de Saint-Cher ele acabou por aceitar a nomeação.
Um dos grandes desafios que ele enfrentou como Geral da Ordem foi o de resolver um conflito entre o Imperador Frederico II e o papa. Já em 1239, devido aos desentendimentos entre igreja e estado, Gregório IX excomungara, pela segunda vez,  o imperador Frederico II. João fez ver ao imperador que o Capítulo Geral da Ordem estava sob a sujeição do papa e não do imperador e que deveria, ao mesmo tempo, abster-se de críticas do poder secular.
Sob o seu governo da Ordem, para o qual foi eleito em 1241, os capítulos gerais decidiram duas importantes alterações: Os Capítulos Gerais deixariam de alternar entre as cidades de Bolonha e Paris, mas passariam a ser escolhidos por acordo. Assim, em 1245 realizou-se em Colónia, em 1247 em Montepellier, em 1249 em Tréveris e em 1250 em Londres. E o monopólio do ensino interno da Ordem da Universidade de Bolonha e Paris foi quebrado, tendo sido criados em 1248 os estudos gerais em Montpellier, Bolonha, Colônia e Oxford.
Providenciou ainda a unificação e padronização da liturgia da Ordem e estabeleceu um forte estrutura de governo, favorecendo especialmente as atividades missionárias e os estudos.